# Minab (shahrestan)
Minab (persiska: شهرستان ميناب, Shahrestan-e Minab) är en shahrestan, delprovins, i Iran. Den ligger i provinsen Hormozgan, i den sydöstra delen av landet. Antalet invånare var 259 221 vid folkräkningen 2016. Administrativ huvudort är staden Minab.